# Lama Baru
Lama Baru is een bestuurslaag in het regentschap Langkat van de provincie Noord-Sumatra, Indonesië. Lama Baru telt 1576 inwoners (volkstelling 2010).